# Nunu Ntshingila-Njeke
 (indiquez la date de pose grâce au paramètre date).
Certains termes anglais peu courants en français devraient être remplacés par des termes français équivalents mieux connus.
 (septembre 2020).
Nunu Ntshingila est une femme d'affaires Sud-Africaine professionnelle du secteur de la publicité et spécialisée en marketing international. Elle occupe depuis 2015 la fonction de directrice régionale de Facebook Afrique. Vétéran dans le monde de la publicité en Afrique du Sud, elle est devenue au fil des années une fervente défenseure du développement durable et de l'inclusion sociale en Afrique à travers les TIC. En 2016, elle est devenue la première femme à recevoir le Prix de la créativité des Loeries Creative Hall of Fame. Nunu est la première femme noire cadre d'entreprise du secteur publicitaire Sud Africain avec des compétences en Leadership Commercial, en Communication ou encore en Administration des Affaires.

## Biographie

### Origine et études
Nunu Ntshingila est née en 1964 en Afrique du Sud dans une famille entrepreneure et a grandi dans le township du Soweto, à 15km de Johannesbourg. Dans les années 1970, ses parents décident de déménager au Swaziland où elle poursuit le reste de ses études secondaires. En 1984, alors qu'elle a 20 ans, elle est admise à l'Université du Swaziland où elle suit en premier le lieu la filière politique et administration publique avant de suivre une licence en sociologie qu'elle obtiendra en 1988. En 1993, elle est admise à l'Université d'État Morgan afin d'y réaliser un MBA en Marketing International. Trois ans après ses études aux États-Unis, Nunu Ntshingila décide de revenir au pays et de s'y installer définitivement. Elle est également diplômée de la AAA School of Advertising, option Marketing et publicité. 

### Début de carrière
Après l'obtention de son diplôme en sociologie, Nunu décroche un stage en qualité de chargée des comptes au sein de l'agence de publicité Ogilvy & Mather avant d'aller aux États-Unis. Son retour au pays coïncide avec la fin de l'apartheid et beaucoup de marques internationales commencent à réinvestir en Afrique du Sud. C'est dans cette dynamique qu'en 1996, elle est embauchée par Nike en tant que directrice de communication pour développer l'image de la marque dans ce nouveau marché. Grâce à ses compétences en stratégies, elle fait de Nike la première marque de sport préférée des Sud-Africains. Une fois sa mission accomplie, elle rejoint une nouvelle fois Ogilvy & Mather en tant que Directrice Générale Adjointe. Peu de temps après, l'agence est sollicitée par l'État pour mener une grande campagne marketing sur le tourisme Sud-Africain. Nunu est désignée Directrice Marketing par intérim du projet SATOUR. Avec son équipe, elle est chargée d'encourager les Sud-Africains à devenir des ambassadeurs du tourisme local, de stimuler le tourisme international et de faire de ce domaine un secteur de croissance économique. Elle a supervisé en grande partie la campagne qui visait à faire de l'Afrique du Sud une destination facile d'accès et surtout, à dissiper les mythes sur la criminalité et l'insécurité qui y règnent.  

## Expérience professionnelle
Nunu Ntshingila-Njeke rejoint le groupe Ogilvy & Mather Octobre en 1999[Quoi ?] et y mène au moins[Quoi ?] 15 ans de carrière. Elle occupe divers postes de responsabilité au sein du cabinet et supervise la stratégie de communication de marques comme KFC, Coca-Cola, Volkswagen. L'agence de publicité couvrant déjà 27 pays, Nunu contribue à développer le réseau en Afrique Subsaharienne en forgeant la culture d'entreprise du groupe qui devient de plus en plus diversifié. Son rôle est d'apporter une touche créative en redéfinissant le persona des clients clés de l'agence. Au fil des années, elle occupe divers postes de direction notamment sa promotion en tant que Directrice Générale de la division Gauteng qui lui permet d'être responsable de la moitié du porte-feuille clients de l'agence. En 2002, elle est nommée Directrice Exécutive et, trois ans après, devient la Présidente Directrice Générale d'Ogilvy Afrique du Sud. Dans ce cadre, elle dirige une équipe de 14 entreprises chargées de la planification multimédia des clients de l'entreprise. En 2011, elle fait son entrée au conseil d'administration mondial du groupe et devient ainsi la seule femme parmi une trentaine de managers et la seule à représenter l'Afrique au sein du cabinet. Nunu mettra fin à son contrat en 2015 pour être embauchée chez Facebook en tant que Directrice Régionale de la stratégie commercial du réseau social en Afrique. Depuis sa prise de fonction, Nunu et ses équipes ont eu à former plus de 7 000 femmes entrepreneures aux métiers du numérique et ont organisé des sessions de formation gratuites en marketing digital pour les chefs d'entreprises désirant mener une activité commerciale sur les différents réseaux sociaux du groupe. Une campagne de protection de données des utilisateurs est également mise en place au Kenya et des dizaines de personnes ont été embauchées pour veiller au respect des standards de communauté du réseau social. Au Nigéria, un foyer d'innovation de haute technologie a été mis en place sous forme d'espace de Coworking pour les jeunes startuppers et les développeurs web en devenir.

### Administration

#### Les différents conseils d'administration auxquels Nunu Ntshingila a siégé
- 2020  : Ivanhoe Mines (en) [15]

- 2014  : Telkom SA SOC Limited [16]
- 2007 : Old Mutual Life Assurance Company[17] et auparavant Victoria & Alfred Waterfront [17]
- 2005  : Transnet SOC Ltd (en) [18]

Hormis ces expériences ci-dessus, Nunu Ntshingila a siégé dans divers conseils en tant qu'administratrice indépendante non exécutive dans des domaines d'activités comme l'investissement, l'audit, les relations sociales et éthiques.

## Prix et récompenses
- 2003 : Finaliste du Prix de la femme d'affaires de l'année Nedbank BusinessWoman of the year Award[8]
- 2004 : Finaliste du Prix de la femme de l'année Shoprite Checkers/ SABC Woman of the year[20]
- 2005 : Prix de la "Personnalité commerciale de l'année" Top Women in Business and Government Awards[21]
- 2012 : Prix de la transformation du secteur de la publicité[22] Lifetime Achievement Awards par Financial Mail (en)[23]
- 2018 : Prix de la "persévérance et de la passion" BET Butterfly Awards[24]